# Jack in the Box (Satie)
Jack in the Box è una suite in tre movimenti per pianoforte scritta da Erik Satie nel 1899. Fu orchestrata nel 1926 da Darius Milhaud.

## Storia
Frequentando l'ambiente dei cabaret e dei music-hall parigini Satie venne in contatto con nuove musiche e ritmi che arrivavano da oltreoceano e iniziavano a diffondersi in Europa; egli fu fra i primi a utilizzare e sperimentare nelle sue composizioni le nuove musiche di derivazione jazzistica. In questo senso tra il mese di maggio e quello di luglio del 1899 scrisse tre brevi pezzi, molto ritmati, per pianoforte che nelle sue intenzioni dovevano accompagnare una pantomima; l'idea era tratta da un suggerimento che gli aveva dato un suo vicino di casa e amico, l'illustratore Jules Depaquit che ideò anche le scene per la rappresentazione. Satie più che una pantomima definì la sua nuova composizione una "clownerie", come scrisse al fratello Conrad a cui disse anche che la sua nuova opera sarebbe dovuta andare in scena nell'ottobre successivo alla Comédie-Parisienne. A tale scopo il musicista aveva l'intenzione di fare una versione orchestrale dei tre brani, ma dopo qualche tempo la partitura originale andò perduta; Satie era convinto di averla dimenticata su un autobus, ma in realtà era finita, insieme ad altre carte, nel disordine della sua abitazione, dietro al pianoforte e lì fu ritrovata dopo la sua morte.
Nel 1926 Milhaud, musicista appartenente al gruppo dei Sei e amico di Satie, decise di creare una versione per orchestra della composizione. Djagilev, che aveva già in passato tentato di realizzare un balletto con Satie, nel 1922 e nel 1924, senza riuscirvi, colse al volo l'occasione per mettere in scena nel 1926 Jack in the Box con i suoi Balletti russi, ufficialmente per commemorare i sessant'anni dalla nascita del musicista e ottenere dei fondi necessari per potergli dare una sepoltura dignitosa; in realtà l'occasione era anche quella per ingaggiare e far esibire il ballerino Stanislas Idzikowski dotato di tecnica eccezionale, con capacità di elevazione simile a Nižinskij..
La prima rappresentazione di Jack in the Box avvenne il 3 luglio 1926 al Théâtre Sarah Bernhardt in una serata che comprendeva anche la messa in scena di Parade e di Mercure; la coreografia fu di George Balanchine, scene e costumi furono opera di André Derain poiché i disegni originali di Depaquit erano andati perduti. Gli interpreti principali, oltre a Idzikowski, furono Alexandra Danilova, Felia Doubrovska, Ljubov' Černyšëva.. Le critiche però furono negative e il balletto ottenne un successo veramente scarso; gli incassi non permisero di avere fondi necessari per la realizzazione della tomba di Satie come voleva Constantin Brâncuși, lo scultore che era stato amico del musicista.

## Struttura e argomento
L'opera è composta da tre brevi brani della durata complessiva di circa 7 minuti.
1. Prélude. Assez vif (titolo originale: Gigue)
2. Entr'acte. Vif (titolo originale: Marche sourde des repasseurs de couteaux, des tireurs de chenilles et des casseurs de  briques)
3. Finale. Modéré. Vif

Tre ballerine si muovono come delle trottole su un fondale costituito da nuvole di cartone mosse da alcuni mimi; le tre danzatrici (tra cui la Danilova era una negretta), giocano con un burattino burlone (interpretato da Idzikowski) divertendosi e facendolo muovere quasi fosse una palla.

## La musica
La suite è tutta nella chiara tonalità di Do maggiore. La partitura inizia in 3/4, ma presenta frequenti cambiamenti di tempo, si passa spesso dal 2/4 ancora al 3/4 e sovente  per una sola battuta. Il ritmo allegro e sincopato preannuncia altri brani scritti in seguito da Satie, come la Légende californienne del 1905, vero e proprio esempio di cakewalk.
La partitura orchestrale di Milhaud segue l'ironia e il divertimento della musica di Satie ed è ricca di inventiva anche nell'utilizzo degli strumenti dove trovano ampio spazio i fiati e le percussioni con caratterizzazioni tipiche della scuola francese e della poetica del Gruppo dei Sei.

### Organico orchestrale
Due flauti, due oboi, due clarinetti, due fagotti, due corni, due trombe, due tromboni, grancassa, rullante, piatti, tre timpani, archi.